# 안달호
안달호(1963년 3월 6일~)는 대한민국의 권투 선수로, 1984년 하계 올림픽에 참가했다.